# Deng Shudi
Liu Yang (chinesisch 邓书弟, Pinyin Dèng Shūdì; * 10. September  1991 in Guiyang) ist ein chinesischer Kunstturner. Sein bisher größter Erfolg ist der Gewinn der Goldmedaille mit dem chinesischen Team bei den Heim-Weltmeisterschaft 2014 in Nanning. Bei den Turn-Weltmeisterschaften 2015 in Glasgow gewann er im Mehrkampf und am Barren, sowie mit dem Team die Bronzemedaille.